# 彩虹系列无人机

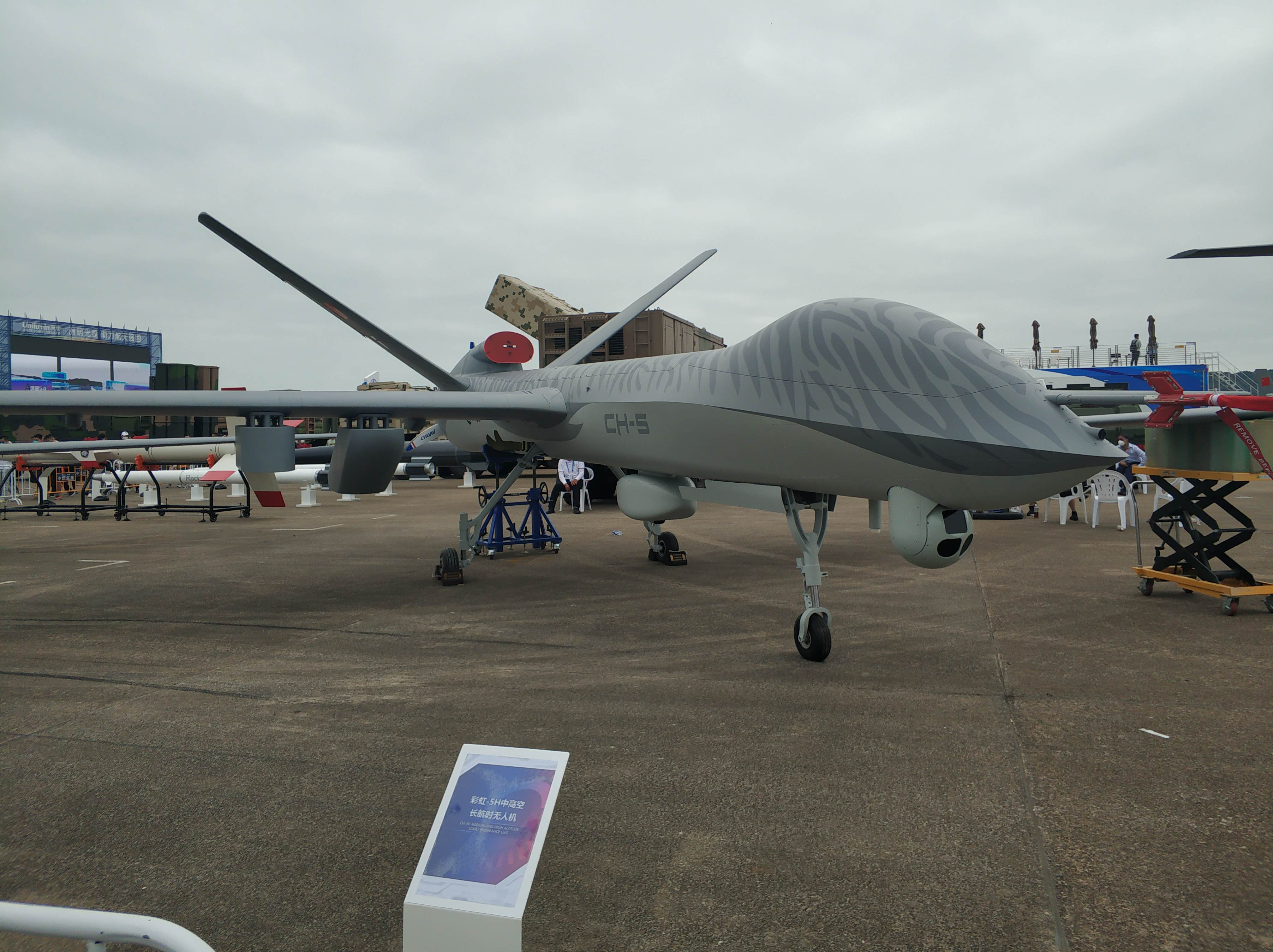
展览中的彩虹-5无人机

彩虹系列无人机是由中国航天科技集团公司下辖的中国航天空气动力技术研究院（即中国航天科技集团公司第十一研究院）设计、制造与开发的一个无人机系列。